# Nội các Afghanistan
Nội các Afghanistan là làm người đứng đầu tất cả các bộ của chính phủ. Tổng thống lựa chọn các thành viên của nội các với sự phê chuẩn từ Quốc hội của đất nước.

## Các bộ trưởng hiện nay
Sau khi chiến thắng nhiệm kỳ thứ hai, Tổng thống Hamid Karzai đã đề cử 23 vị bộ trưởng vào tháng 12 năm 2009 là một phần trong chính quyền mới của ông nhưng chỉ có 7 vị là được sự phê chuẩn của Quốc hội Afghanistan. Tất cả các ứng cử viên khác được Karzai lựa chọn lúc đầu đã bị các thành viên của Quốc hội bác bỏ. Karzai lại trình một danh sách thứ hai gồm 18 ứng cử viên cho Wolesi Jirga vào ngày 9 tháng 1 năm 2010. Một tuần sau, Wolesi Jirga lại phê duyệt chỉ có bảy trong số các ứng cử viên. Kể từ đó, một phần của các bộ nằm dưới sự quản lý của các quyền bộ trưởng mà không được sự chấp thuận của cơ quan lập pháp Afghanistan.
Vào tháng 6 năm 2010, sau vụ từ chức của Bộ trưởng Nội vụ Hanif Atmar, Tổng thống Karzai đã đệ trình bảy cái tên cho một vòng xác nhận thứ ba trong Quốc hội. Năm trong số họ đã được sự chấp thuận của Quốc hội Afghanistan,  chỉ để lại sáu trong số 25 Bộ trái với một 'Quyền Bộ trưởng'. Trong hàng biểu đồ dưới đây là danh sách các thành viên của Nội các Afghanistan hiện nay (2009-2014).
| Bộ trưởng                                             | Tên gọi                  | Tình trạng                                     |
| ----------------------------------------------------- | ------------------------ | ---------------------------------------------- |
| Tổng thống                                            | Hamid Karzai             | Được cử tri lựa chọn                           |
| Phó Tổng thống thứ nhất                               | Mohammed Fahim           | Được cử tri lựa chọn                           |
| Phó Tổng thống thứ hai                                | Karim Khalili            | Được cử tri lựa chọn                           |
| Bộ trưởng Bộ Ngoại giao                               | Zalmai Rassoul           | Đã từ chức                                     |
| Bộ trưởng Bộ Quốc phòng                               | Abdul Rahim Wardak       | Đã từ chức                                     |
| Bộ trưởng Bộ Nội vụ                                   | Bismillah Khan Mohammadi | Bị từ chối                                     |
| Bộ trưởng Bộ Tài chính                                | Omar Zakhilwal           | Quốc hội phê chuẩn                             |
| Bộ trưởng Bộ Kinh tế                                  | Abdul Hadi Arghandiwal   | Quốc hội phê chuẩn                             |
| Bộ trưởng Bộ Tư pháp                                  | Habibullah Ghaleb        | Quốc hội phê chuẩn                             |
| Bộ trưởng Bộ Thông tin và Văn hóa                     | Sayed Makhdum Raheen     | Quốc hội phê chuẩn                             |
| Bộ trưởng Bộ Giáo dục                                 | Ghulam Farooq Wardak     | Quốc hội phê chuẩn                             |
| Bộ trưởng Bộ Giáo dục Đại học                         | Obaidaullah Obaid        | Quốc hội phê chuẩn                             |
| Bộ trưởng Bộ Thương nghiệp                            | Anwar ul-Haq Ahady       | Đã từ chức                                     |
| Bộ trưởng Bộ Tài nguyên nước và Năng lượng            | Ismail Khan              | Đã từ chức                                     |
| Bộ trưởng Bộ Giao thông vận tải và Hàng không         | Daoud Ali Najafi         | Quốc hội phê chuẩn                             |
| Bộ trưởng Bộ Công chính                               | Najibullah Ozhan         | Quốc hội phê chuẩn                             |
| Bộ trưởng Bộ các vấn đề Phụ nữ                        | Husn Bano Ghazanfar      | Quốc hội phê chuẩn                             |
| Bộ trưởng Bộ các vấn đề Hajj và Hồi giáo              | Mohammad Yousuf Neyazi   | Quốc hội phê chuẩn                             |
| Bộ trưởng Bộ Y tế                                     | Soraya Dalil             | Quốc hội phê chuẩn                             |
| Bộ trưởng Bộ Nông nghiệp                              | Mohammad Asef Rahimi     | Quốc hội phê chuẩn                             |
| Bộ trưởng Bộ Khoáng sản                               | Waheedullah Sharani      | Quốc hội phê chuẩn                             |
| Bộ Truyền thông và Công nghệ thông tin                | Amirzai Sangin           | Quyền Bộ trưởng, không được Quốc hội phê chuẩn |
| Bộ trưởng Bộ Phục hồi và Phát triển Nông thôn         | Wais Ahmad Barmak        | Quốc hội phê chuẩn                             |
| Bộ trưởng Bộ Lao động, Xã hội, Thương binh và Liệt sĩ | Amina Afzali             | Quốc hội phê chuẩn                             |
| Bộ trưởng Bộ các vấn đề Biên giới và Bộ lạc           | Arsala Jamal             | Quyền Bộ trưởng, không được Quốc hội phê chuẩn |
| Bộ trưởng Bộ Phát triển Đô thị                        | Hasan Abdullahi          | Quốc hội phê chuẩn                             |
| Bộ trưởng Bộ Phòng chống Ma Túy                       | Zarar Ahmad Moqbel       | Quốc hội phê chuẩn                             |
| Bộ trưởng Bộ Tị nạn và Hồi hương                      | Abdul Rahim              | Quyền Bộ trưởng, không được Quốc hội phê chuẩn |

## Chính quyền tiền nhiệm

### Chính quyền Karzai 2004–2009
Trong hàng biểu đồ dưới đây là danh sách các thành viên của Nội các Afghanistan giai đoạn 2004-2009.
| Bộ | Bộ trưởng                                                                                     | Nhiệm kỳ                                           | Chú thích |
| --- | --------------------------------------------------------------------------------------------- | -------------------------------------------------- | --- |
| Tổng thống | Hamid Karzai                                                                                  | 2004-2009                                          | |
| Phó Tổng thống thứ nhất                                                                                         | Ahmad Zia Massoud                                                                             | 2004-2009                                          | |
| Phó Tổng thống thứ hai                                                                                          | Karim Khalili                                                                                 | 2004-2009                                          | |
| Bộ trưởng Cấp cao                                                                                               | Hedayat Amin Arsala                                                                           | 2006-2009                                          | Chức vụ không tồn tại trước năm 2006 |
| Bộ trưởng Bộ Ngoại giao                                                                                         | Abdullah Abdullah Rangin Dadfar Spanta                                                        | 2004-2006 2006-2009                                | |
| Bộ trưởng Bộ Quốc phòng                                                                                         | Abdul Rahim Wardak                                                                            | 2004-2009                                          | |
| Bộ trưởng Bộ Nội vụ                                                                                             | Ali Ahmad Jalali Ahmad Moqbel Zarar Mohamad Hanif Atmar                                       | 2004-2005 2005-2008 2008-2009                      | |
| Bộ trưởng Bộ Tài chính                                                                                          | Anwar ul-Haq Ahady Omar Zakhilwal                                                             | 2005-2009 2009-2009                                | |
| Bộ trưởng Bộ Kinh tế                                                                                            | Mohammad Amin Farhang Mohammad Jalil Shams                                                    | 2004-2006 2006-2009                                | [ 8 ] [ 11 ] |
| Bộ trưởng Bộ Tư pháp                                                                                            | Sarwar Danish                                                                                 | 2004-2009                                          | |
| Bộ trưởng Bộ Thanh niên Bộ trưởng Bộ Thông tin và Văn hóa Bộ trưởng Bộ Văn hóa và Thanh niên .                  | Amina Afzali Sayed Makhdum Rahin Abdul Karim Khoram                                           | 2004-2006 2004-2006 2006-2006 2006-2009            | Chức vụ sáp nhập với Bộ trưởng Bộ Văn hóa vào năm 2006 Chức vụ sáp nhập với Bộ trưởng Bộ Thanh niên vào năm 2006 Kết hợp các chức vụ Bộ trưởng Bộ Thanh niên và Bộ trưởng Bộ Thông tin và Văn hóa |
| Bộ trưởng Bộ Giáo dục                                                                                           | Noor Mohammad Qarqeen Mohamad Hanif Atmar Ghulam Farooq Wardak                                | 2004-2006 2006-2008 2008-2009                      | |
| Bộ trưởng Bộ Giáo dục Đại học                                                                                   | Ameer Shah Hasanyaar Mohammad Azam Dadfar                                                     | 2004-2006 2006-2009                                | |
| Bộ trưởng Bộ Thương mại Bộ trưởng Bộ Công thương .                                                              | Hedayat Amin Arsala Mohammad Amin Farhang Mohammad Haidar Reza Wahidullah Shahrani            | 2004-2006 2006-? ?-2008 2008-2009                  | Công nghiệp vào năm 2006 chuyển từ Bộ Khoáng sản sang Bộ Thương mại |
| Bộ trưởng Bộ Tài nguyên nước và Năng lượng                                                                      | Ismail Khan                                                                                   | 2004-2009                                          | |
| Bộ trưởng Bộ Giao thông vận tải và Hàng không                                                                   | Enayatullah Qasemi Nimatullah Ehsan Jawed Hamidullah Qaderi Omar Zakhilwal Hamidullah Farooqi | 2004-2006 2006-2008 2008?-2008 2008-2009 2009-2009 | [ 8 ] [ 11 ] |
| Bộ trưởng Bộ các vấn đề Phụ nữ                                                                                  | Masooda Jalal Husn Bano Ghazanfar                                                             | 2004-2006 2006-2009                                | |
| Bộ trưởng Bộ các vấn đề Haj và Hồi giáo                                                                         | Nematullah Shahrani                                                                           | 2004-2009                                          | |
| Bộ trưởng Bộ Phúc lợi Công cộng                                                                                 | Sohrab Ali Saffari                                                                            | 2004-2009                                          | |
| Bộ trưởng Bộ Y tế                                                                                               | Mohammad Amin Fatemi                                                                          | 2004-2009                                          | |
| Bộ trưởng Bộ Nông nghiệp                                                                                        | Obaidullah Ramin Mohammad Asef Rahimi                                                         | 2004-2008 2008-2009                                | [ 8 ] [ 11 ] |
| Bộ trưởng Bộ Khoáng sản và Công nghiệp Bộ trưởng Bộ Khoáng sản                                                  | Mir Mohammad Sediq Ibrahim Adel                                                               | 2004-2006 2006-2009                                | |
| Bộ trưởng Bộ Truyền thông                                                                                       | Amirzai Sangin                                                                                | 2004-2009                                          | |
| Bộ trưởng Bộ Phục hồi và Phát triển nông thôn                                                                   | Mohamad Hanif Atmar Ehsan Zia                                                                 | 2004-2006 2006-2009                                | [ 8 ] |
| Bộ trưởng Bộ Lao động và Xã hội Bộ Thương binh và Liệt sĩ Bộ trưởng Bộ Lao động, Xã hội, Thương binh và Liệt sĩ | Sayed Ikramuddin Masoomi Sediqa Balkhi Noor Mohammad Qarqeen                                  | 2004-2006 2004-2006 2006-2009                      | Bộ Thương binh và Liệt sĩ được sáp nhập với Bộ các vấn đề Xã hội vào năm 2006 |
| Bộ trưởng Bộ các vấn đề Biên giới và Bộ lạc                                                                     | Azam Dadfar Abdul Karim Barahawi                                                              | 2004-2008 2008-2009                                | |
| Bộ trưởng Bộ Phát triển Đô thị                                                                                  | Yousef Pashtun                                                                                | 2004-2009                                          | |
| Bộ trưởng Bộ Phòng chống Ma túy                                                                                 | Habibullah Qaderi General Khodaydad                                                           | 2004-2008 2008-2009                                | |
| Bộ trưởng Bộ Tị nạn và Hồi hương                                                                                | Azam Dadfar <br? Sher Mohammad Etebari Abdul Karim Barahawi                                   | 2004-? ?-2009 2009-2009                            | |
| Tổng Chưởng lý                                                                                                  | Mohammad Ishaq Aloko                                                                          |                                                    | |
| Cố vấn An ninh Quốc gia                                                                                         | Zalmai Rassoul                                                                                |                                                    | |

### Chính quyền Chuyển tiếp Afghanistan
Hội nghị Bonn vào tháng 12 năm 2001 đã thiết lập một chính phủ lâm thời, Loya Jirga năm 2002 sau đó đã bầu một chính phủ chuyển tiếp. Từ tháng 7 năm 2002 cho đến cuộc bầu cử Tổng thống vào tháng 10 năm 2004, chính phủ chuyển tiếp trực tiếp quản lý Afghanistan.
| Chức vụ Cơ quan Chuyển tiếp                                   | Tên gọi                              | Sắc tộc         | Đương nhiệm/Mới |
| ------------------------------------------------------------- | ------------------------------------ | --------------- | --- |
| Tổng thống                                                    | Hamid Karzai                         | Pashtun         | Đương nhiệm (trước là Chủ tịch) |
| Phó Tổng thống và Bộ trưởng Bộ Quốc phòng                     | Mohammed Fahim                       | Tajik           | Đương nhiệm |
| Phó Tổng thống                                                | Karim Khalili                        | Hazara          | Mới |
| Phó Tổng thống                                                | Hedayat Amin Arsala                  | Pashtun         | Mới (nguyên Bộ trưởng Bộ Tài chính) |
| Phó Tổng thống và Bộ trưởng Bộ Công chính                     | Abdul Qadir Abdul Ali                | Pashtun         | Mới (nguyên Bộ trưởng Bộ các vấn đề Đô thị) (bị giết ngày 6 tháng 7 năm 2002) Mới (Ali chỉ nắm quyền Bộ Công chính từ sau ngày 6 tháng 7 năm 2002 |
| Phó Tổng thống và người đứng đầu Ủy ban Hiến pháp Afghanistan | Nematullah Shahrani                  | Uzbek           | Mới |
| Cố vấn Đặc biệt về An ninh và Bộ trưởng Bộ Giáo dục           | Yunus Qanooni                        | Tajik           | Đương nhiệm (Cố vấn Đặc biệt về An ninh là chức vụ mới)                                                                                           |
| Bộ trưởng Bộ Ngoại giao                                       | Abdullah Abdullah                    | Tajik           | Đương nhiệm |
| Bộ trưởng Bộ Tài chính                                        | Ashraf Ghani                         | Pashtun         | Mới |
| Bộ trưởng Bộ Nội vụ                                           | Taj Mohammed Wardak Ali Ahmad Jalali | Pashtun         | Mới Mới (Jalali đã thay thế Wardak vào tháng 1 năm 2003)                                                                                          |
| Bộ trưởng Bộ Kế hoạch                                         | Mohammed Mohaqqeq                    | Hazara          | Đương nhiệm (nhưng mất vai trò là phó chủ tịch)                                                                                                   |
| Bộ trưởng Bộ Truyền thông                                     | Masoom Stanakzai                     | Pashtun         | Mới |
| Bộ trưởng Bộ Biên giới                                        | Arif Nurzai                          | Pashtun         | Mới (nguyên Bộ trưởng Bộ Công nghiệp Nhỏ) |
| Bộ trưởng Bộ Tị nạn                                           | Intayatullah Nazeri                  | Tajik           | Đương nhiệm |
| Bộ trưởng Bộ Khoáng sản                                       | Juma Muhammad Muhammadi              | Pashtun         | Mới |
| Bộ trưởng Bộ Công nghiệp Nhẹ                                  | Mohammed Alim Razm                   | Uzbek           | Đương nhiệm |
| Bộ trưởng Bộ Y tế                                             | Sohaila Siddiqi                      | Pashtun         | Đương nhiệm |
| Bộ trưởng Bộ Thương mại                                       | Sayed Mustafa Kasemi                 | Shiite Muslim   | Đương nhiệm |
| Bộ trưởng Bộ Nông nghiệp                                      | Sayed Hussain Anwari                 | Hazara          | Đương nhiệm |
| Bộ trưởng Bộ Tư pháp                                          | Abbas Karimi                         | Uzbek           | Đương nhiệm |
| Bộ trưởng Bộ Thông tin và Văn hóa                             | Saeed Makhdoom Rahim                 | Tajik           | Đương nhiệm |
| Bộ trưởng Bộ Tái thiết                                        | Mohammed Fahim Farhang               | Pashtun         | Đương nhiệm |
| Bộ trưởng Bộ Haj và Nhà thờ Hồi giáo                          | Mohammed Amin Naziryar               | Pashtun         | Mới |
| Bộ trưởng Bộ các vấn đề Đô thị                                | Yusuf Pashtun Gul Agha Sherzai       | Pashtun         | Mới Mới (Sherzai nắm quyền vào ngày 16 tháng 8 năm 2003)                                                                                          |
| Bộ trưởng Bộ Tài nguyên nước và Năng lượng                    | Ahmed Shakar Karkar                  | Uzbek           | Đương nhiệm (nhưng mất vai trò là phó chủ tịch)                                                                                                   |
| Bộ trưởng Bộ Thủy lợi & Môi trường                            | Ahmed Yusuf Nuristani                | Pashtun         | Mới |
| Bộ trưởng Bộ Thương binh và Liệt sĩ                           | Abdullah Wardak                      | Pashtun         | Đương nhiệm |
| Bộ trưởng Bộ Giáo dục Đại học                                 | Sharif Faez                          | Tajik           | Đương nhiệm |
| Bộ trưởng Bộ Hàng không dân dụng và Du lịch                   | Mir Wais Saddiq                      | Tajik           | Mới (nguyên Bộ trưởng Bộ Lao động và Xã hội Afghanistan)                                                                                          |
| Bộ trưởng Bộ Giao thông vận tải                               | Saeed Mohammed Ali Jawad             | Shiite Hồi giáo | |
| Bộ trưởng Bộ Phát triển nông thôn                             | Hanif Asmar                          | Pashtun         | Mới |
| Bộ trưởng Bộ Lao động và Xã hội                               | Noor Mohammad Qarqin                 |                 | |
| Bộ trưởng Bộ các vấn đề Phụ nữ                                | Habiba Sarabi                        |                 | Mới |
| Chánh án Tòa án Tối cao                                       | Hadi Shinwari                        | Pashtun         | |
| Cố vấn An ninh                                                | Zalmay Rassoul                       |                 | |
| Bộ trưởng hoặc Cố vấn Nhà nước về các vấn đề Phụ nữ           | Mahbooba Hoquqmal                    |                 | |
| Thống đốc Ngân hàng Trung ương Afghanistan                    | Anwar ul-Haq Ahadi                   | Pashtun         | |

### Chính quyền Lâm thời Afghanistan
Sau khi lật đổ chế độ Taliban khoảng hai mươi nhà lãnh đạo Afghanistan đã họp ở Germany tại Hội nghị Bonn  để lựa chọn một nhà lãnh đạo và dành một khoảng thời gian cho việc thông qua một bản hiến pháp mới cho một chính phủ Afghanistan mới, và thời gian cho việc lựa chọn một cơ quan hành pháp và lập pháp theo hình thức bầu cử dân chủ.  trong biểu đồ dưới đây là danh sách các thành viên của chính quyền chuyển tiếp và lâm thời Afghanistan (20 tháng 12 năm 2001 – Tháng 10, 2004). Chính phủ Lâm thời Afghanistan (AIA) là chính quyền đầu tiên của Afghanistan sau sự sụp đổ của chế độ Taliban và là cơ quan cao nhất của đất nước từ ngày 22 tháng 12 năm 2001 cho đến ngày 13 tháng 7 năm 2002.
| Chức vụ Chính quyền Lâm thời                               | Tên gọi                | Sắc tộc       | Chú thích |
| ---------------------------------------------------------- | ---------------------- | ------------- | --- |
| Chủ tịch                                                   | Hamid Karzai           | Pashtun       | Độc lập và lãnh đạo bộ lạc Pashtun sống lưu vong ở Pakistan                                                                            |
| Phó Chủ tịch và Bộ trưởng Bộ Quốc phòng                    | Mohammed Fahim         | Tajik         | Bộ trưởng Quốc phòng của Mặt trận Hồi giáo Thống nhất                                                                                  |
| Phó Chủ tịch và Bộ trưởng Bộ các vấn đề Phụ nữ             | Sima Samar             | Hazara        | Người sáng lập của Tổ chức Shuhada và Trạm xá Shuhada ở Quetta, Nhóm Rome.                                                             |
| Phó Chủ tịch và Bộ trưởng Bộ Kế hoạch                      | Mohammed Mohaqqeq      | Hazara        | Lãnh chúa chiến đấu chống lại Taliban cho Đảng Thống nhất Hồi giáo Nhân dân Afghanistan trong Mặt trận Hồi giáo Thống nhất             |
| Phó Chủ tịch và Bộ trưởng Bộ Tài nguyên nước và Năng lượng | Ahmed Shakar Karkar    | Uzbek         | Mặt trận Hồi giáo Thống nhất |
| Phó Chủ tịch và Bộ trưởng Bộ Tài chính                     | Hedayat Amin Arsala    | Pashtun       | Bộ trưởng Ngoại giao của Nhà nước Hồi giáo Afghanistan trong thập niên 1990. Nhóm Rome.                                                |
| Bộ trưởng Bộ Ngoại giao                                    | Abdullah Abdullah      | Tajik         | Bộ trưởng Ngoại giao của Mặt trận Hồi giáo Thống nhất                                                                                  |
| Bộ trưởng Bộ Nội vụ                                        | Yunus Qanooni          | Tajik         | Bộ trưởng Nội vụ của Mặt trận Hồi giáo Thống nhất                                                                                      |
| Bộ trưởng Bộ Truyền thông                                  | Abdul Rahim            | Tajik         | Mặt trận Hồi giáo Thống nhất |
| Bộ trưởng Bộ Biên giới                                     | Amanullah Zadran       | Pashtun       | Lãnh đạo Taliban, người đã đào thoát sau cuộc xâm lược của Mỹ, Nhóm Rome                                                               |
| Bộ trưởng Bộ Tị nạn                                        | Intayatullah Nazeri    | Tajik         | Mặt trận Hồi giáo Thống nhất |
| Bộ trưởng Bộ Công nghiệp nhỏ                               | Aref Noozari           | Pashtun       | Mặt trận Hồi giáo Thống nhất |
| Bộ trưởng Bộ Khoáng sản và Công nghiệp                     | Mohammed Alim Razm     | Uzbek         | Mặt trận Hồi giáo Thống nhất |
| Bộ trưởng Bộ Y tế                                          | Sohaila Siddiqi        | Pashtun       | Từng làm việc trong chính phủ của vua Mohammed Zahir Shah và chế độ cộng sản của những năm 1970 và 1980. Độc lập                       |
| Bộ trưởng Bộ Thương mại                                    | Sayed Mustafa Kasemi   | Shiite Muslim | Người phát ngôn và lãnh đạo của Mặt trận Đoàn kết Dân tộc                                                                              |
| Bộ trưởng Bộ Nông nghiệp                                   | Sayed Hussain Anwari   | Hazara        | Tổng tư lệnh quân đội của Harakat-e Islami trong Mặt trận Đoàn kết Dân tộc                                                             |
| Bộ trưởng Bộ Tư pháp                                       | Abbas Karimi           | Uzbek         | Mặt trận Hồi giáo Thống nhất |
| Bộ trưởng Bộ Thông tin và Văn hóa                          | Saeed Makhdoom Rahim   | Tajik         | Nhà thơ và nhà văn, nhóm Rome |
| Bộ trưởng Bộ Tái thiết                                     | Mohammed Fahim Farhang | Pashtun       | Nhóm Rome |
| Bộ trưởng Bộ Haj và Hồi giáo                               | Mohammad Hanif Balkhi  | Tajik         | Độc lập |
| Bộ trưởng Bộ các vấn đề Đô thị                             | Abdul Qadir            | Pashtun       | Lãnh đạo trong Mặt trận Đoàn kết Dân tộc cho phe Hezb-e Islami Khalis                                                                  |
| Bộ trưởng Bộ Công chính                                    | Abdul Khalig Fazal     | Pashtun       | nhóm Rome |
| Bộ trưởng Bộ Thủy lợi                                      | Mangal Hussein         | Pashtun       | Lãnh chúa trước đây trong Hezbi Islami Gulbuddin, nhóm Peshawar                                                                        |
| Bộ trưởng Bộ Thương binh và Liệt sĩ                        | Abdullah Wardak        | Pashtun       | Lãnh đạo của Mặt trận kết Dân tộc hoạt động trong Liên minh Hồi giáo giải phóng Afghanistan                                            |
| Bộ trưởng Bộ Giáo dục Đại học                              | Sharif Faez            | Tajik         | Mặt trận Hồi giáo Thống nhất |
| Bộ trưởng Bộ Hàng không dân dụng và Du lịch                | Abdul Rahman           | Tajik         | Thành viên Mặt trận Hồi giáo Thống nhất, nhưng ông đã vứt sự ủng hộ cho cựu vương Zahir Shah và trở thành một thành viên của nhóm Rome |
| Bộ trưởng Bộ Lao động và Xã hội                            | Mir Wais Saddiq        | Tajik         | Con trai của lãnh chúa có ảnh hưởng Ismail Khan, Mặt trận Hồi giáo Thống nhất                                                          |
| Bộ trưởng Bộ Giao thông vận tải                            | Sultan Hamid Sultan    | Hazara        | |
| Bộ trưởng Bộ Giáo dục                                      | Abdul Rassoul Amin     |               | Thành viên Mặt trận Hồi giáo Quốc gia và nhóm Rome.                                                                                    |
| Bộ trưởng Bộ Phát triển nông thôn                          | Abdul Malik Anwar      | Tajik         | Mặt trận Hồi giáo Thống nhất |